# Jules Jacot-Guillarmod (peintre)
Pour le fils (1868-1925), alpiniste, médecin et photographe, voir Jules Jacot-Guillarmod.
Jules Jacot-Guillarmod, né le 20 juillet 1828 à La Chaux-de-Fonds et décédé le 5 août 1889 à Saint-Blaise est un peintre animalier et paysagiste suisse.

## Biographie

### Jeunesse et formation
Né à La Chaux-de-Fonds le 20 juillet 1828, Jules Jacot-Guillarmod est le quatrième enfant de Guillaume Charles Jacot-Guillarmod, négociant en horlogerie, propriétaire et juge, ainsi que d'Appoline Künzi (1803-1871), fille d'un apothicaire fortuné. La famille est notamment propriétaire du Petit Château à La Chaux-de-Fonds ainsi que d'un domaine agricole vers Cerlier nommé le Neuhaus où elle passe les vacances scolaires ainsi que la saison des vendanges. Comme ses frères et sœurs, Jules reçoit une éducation soignée complétée par des leçons de dessin et de peinture données par Charles Frédéric Louis Marthe. De juillet 1843 à juin 1884, Jules passe un an à l'internat morave de Königsfeld en Forêt-Noire. Il revient à La Chaux-de-Fonds pour débuter un apprentissage de graveur de montres. En 1947, il part à Genève étudier dans l'atelier de Barthélemy Menn. L'année suivante, il monte à Paris et entre dans l'atelier du peintre vaudois Charles Gleyre, où il se forme à une méthode de dessin serré et précis. Puis il intègre en 1950 l'atelier de Thomas Couture, en même temps qu'Auguste Bachelin avec lequel il se lie d'amitié. Les problèmes financiers de Jules Jacot-Guillarmod assombrissent son séjour à Paris. 
En 1852, il revient en Suisse et s'installe dans la ferme familiale de Bas-Monsieur, à la Cibourg. Suivant l'exemple de Camille Corot et de l'école de Barbizon, il peint en extérieur à la belle saison. A l'été 1853, il expose pour la première fois au Salon des amis des arts de Neuchâtel. Quelques mois après son retour au pays, le jeune peintre abandonne son rêve de ne vivre que de sa peinture. A la fin de l'année 1854, il reprend la gestion du domaine du Neuhaus où il s'installe jusqu'en 1859. Si les travaux des champs freinent sa production, Jules bénéficie cependant d'un réseau de peintres venus s'installer dans le Seeland, dont Auguste Bachelin, Léon Berthoud, Albert de Meuron. Les peintres neuchâtelois installés dans la région du Seeland forment une communauté solidaire et soudée, reflétée par leurs correspondances. Le travail à la ferme permet au peintre de mettre sur toiles ses sujets de prédilection: les chevaux à l'écurie, les vaches à l'étable, etc. Il tente de vendre ses toiles auprès du public romand et participe aux salons qui s'organisent dans les villes suisses ainsi qu'aux expositions universelles lorsqu'elles se tiennent dans la capitale française. Il expose ainsi aux salons bisannuels organisés par la Société des amis des arts à Neuchâtel. À Genève, il participe dès 1857 à l'exposition cantonale des beaux-arts. 

### Premier voyage en Europe de l'Est (1858-1861)
Durant l'hiver 1857, il s'arrête de peindre. Cette crise débouche sur un nouveau séjour à Paris, de janvier à juillet 1858, où il rejoint l'atelier de Thomas Couture. Il accompagne ensuite son père en Angleterre pour y acheter des chevaux. De ce double séjour, Jules ramène des chevaux mais également un projet. À la recherche d'un renouveau dans sa peinture, il se projette dans des contrées pittoresques. En janvier 1858, Jules confie à son peintre son projet de voyager en Russie. Le voyage débute en octobre de la même année, via Munich, pour Budapest. Cependant, la personne de contact que le peintre devait y rencontrer ne se présente pas et Jules rentre en Suisse. Au printemps 1859, il se met à nouveau en route pour Budapest. Il y découvre l'immensité de la Puszta et ses rassemblements de troupeaux bovins, les chevaux des haras hongrois ainsi que les bords du Danube. Après quelques semaines, il poursuit son voyage pour Schässburg. 

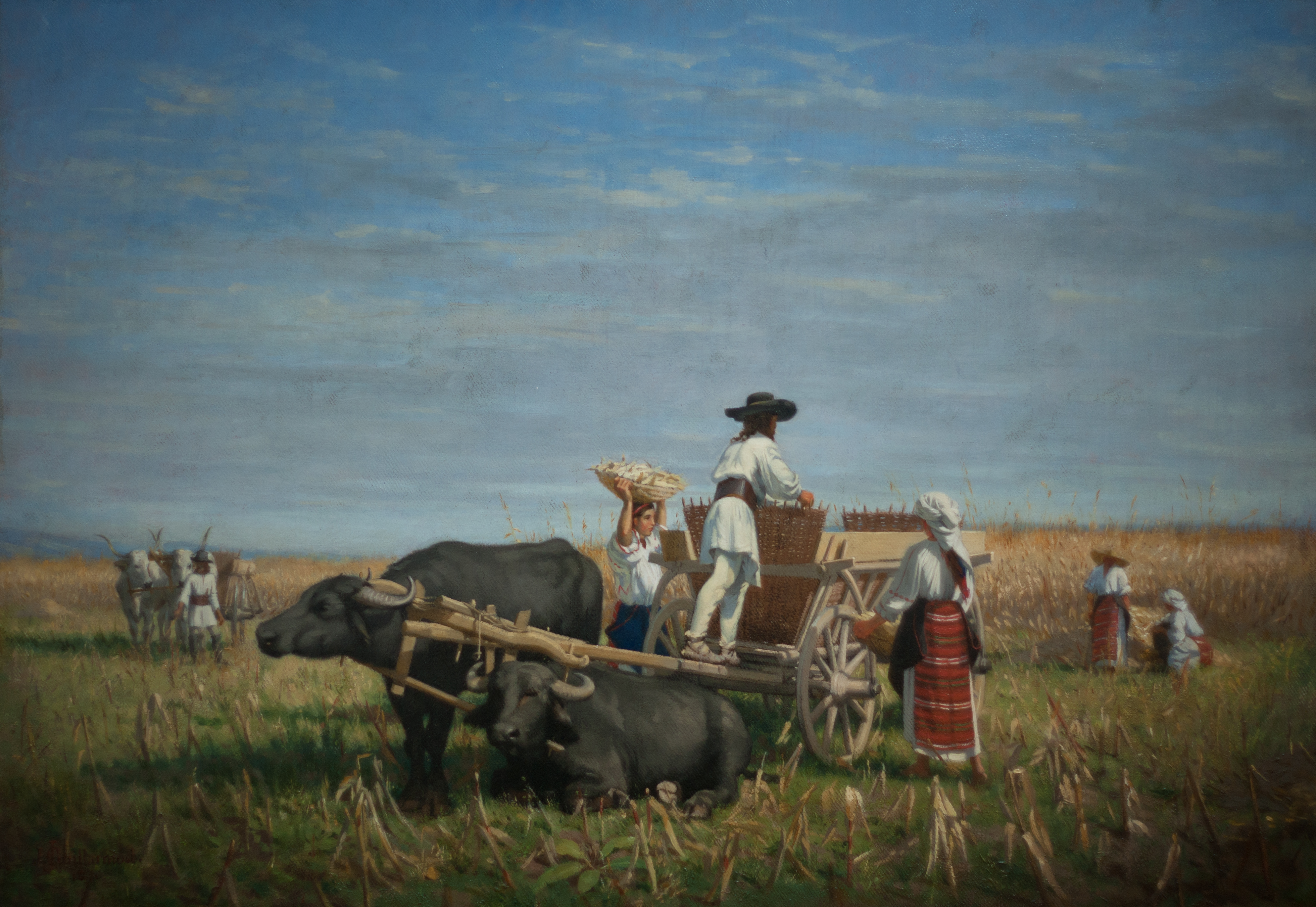
Récolte de maïs en Transylvanie, 1870

Il y passe l'été chez le peintre Ludwig Schuller. Sur les plateaux de Transylvanie, Jules trouve un idéal de nature, réunissant montagne et plaine, un décor où se jouent des scènes de vie agricole et pastorale caractéristiques. Il visite les principales villes de la région, telles que Temeschburg et Hermannstadt. À la fin de l'année 1860, Jacot-Guillarmod quitte le pays, passe par Bucarest, la chaîne des Carpates, longe la mer Noire pour rejoindre Constantinople. De là, le voyage continue pour Athènes, puis Messine. Il est de retour dans son domaine du Neuhaus au début de l'année 1861. De ce voyage de dix-huit mois, le peintre rapporte un fonds iconographique important dans lequel il va puiser pendant de nombreuses années. Le format de ses peintures s'agrandit, les compositions deviennent plus élaborées et mettent en scène des chevaux et des hommes au travail. Dès son retour, il expose à nouveau au Salon des beaux-arts de Paris. Le deux peintures présentées à Paris, Récolte de maïs en Transylvanie et Buffles à l'étable en Transylvanie, vont ensuite à l'exposition cantonale des beaux-arts de Genève. L'investissement de Jacot-Guillarmod dans le pittoresque des scènes slaves porte ses fruits et il obtient  la médaille de première classe dans la catégorie de peinture de genre. Le succès matériel suit cette reconnaissance institutionnelle.

### Retour à La Chaux-de-Fonds et déménagement à Saint-Blaise (1861-1873)
Pendant l'hiver 1861-1862, Jules Jacot-Guillarmod séjourne à Paris. Il revient pendant l'été 1862 dans sa maison du Bas-Monsieur à La Cibourg. En parallèle de ses activités de peintre, il donne des cours de dessin. En possession d'un brevet, il est nommé professeur au Collège industriel de La Chaux-de-Fonds. À la fin de l'année 1865, Jules Jacot-Guillarmod se fiance à Adèle Courvoisier. De cette union vont naître cinq enfants : Jules-Marc en 1867 (décédé la même année), Jules en 1868, Marc Edouard en 1870, Joseph Guillaume en 1872 et Jeanne Hélène en 1875. Le couple déménage à La Chaux-de-Fonds en 1880. Entre 1864 et 1873, Jules se concentre sur son métier d'enseignant. Sa production artistique est alors moins importante. Cependant, il enrichit son répertoire pictural avec les paysages jurassiens. Il expérimente également la photographie à l'aide de son ami Louis-Alexandre de Dardel. 
Durant les prémières années 1870, les parents de Jules Jacot-Guillarmod décèdent. Le domaine du Neuhaus est alors mis en vente. Pendant l'hiver 1871, il part pour la Côte d'Azur soigner une tuberculose, ses poumons étant affaiblis depuis son séjour dans l'Est. Depuis Nice, il sillonne les environs et visite Villefranche, Avignon, Marseille et Menton entre janvier et mars 1872. Il est de retour en Suisse en avril 1872.  L'héritage parental permet à Jules Jacot-Guillarmod de quitter son poste d'enseignant puis d'acheter une maison à Saint-Blaise où la famille déménage en 1873.

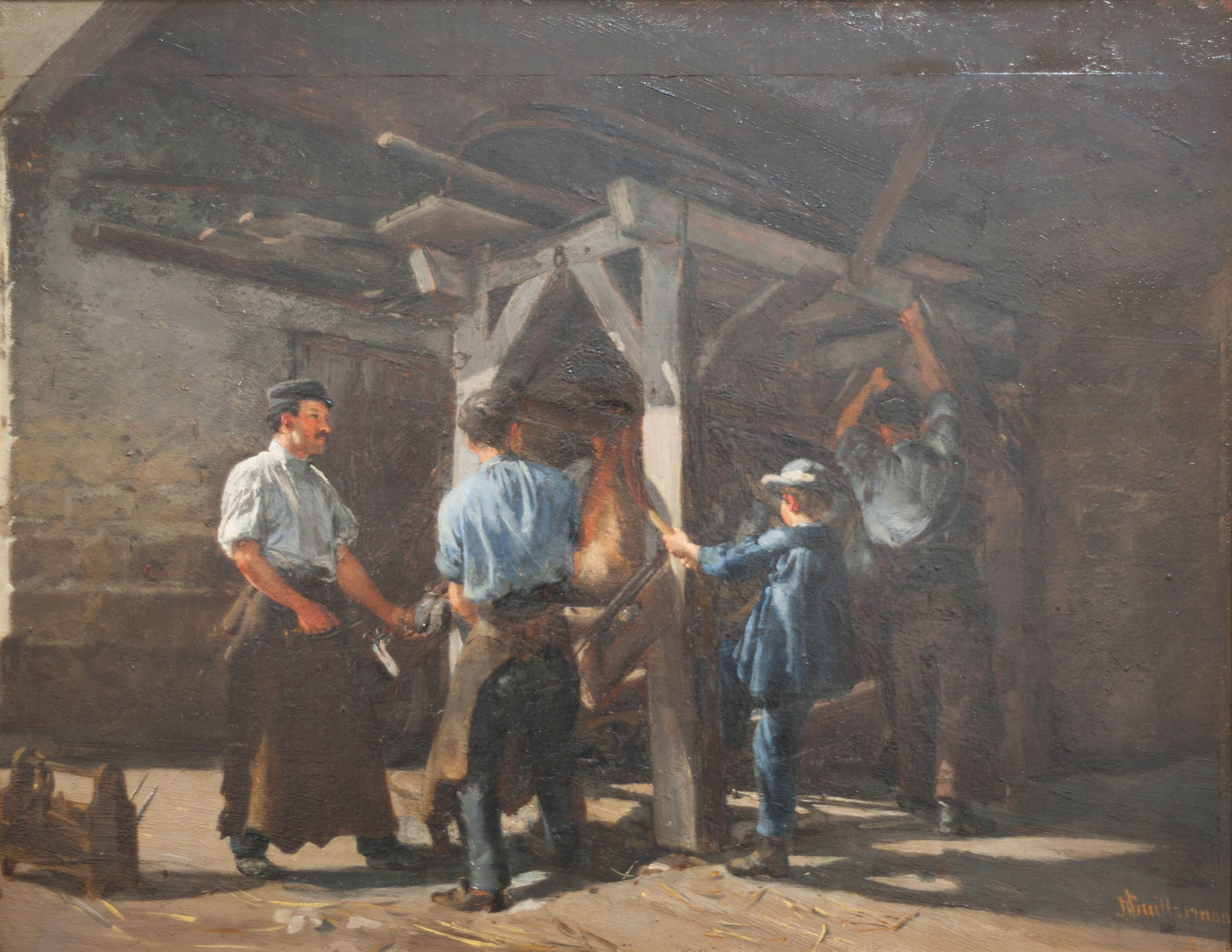
Forge Friedli à Saint-Blaise (après 1872).
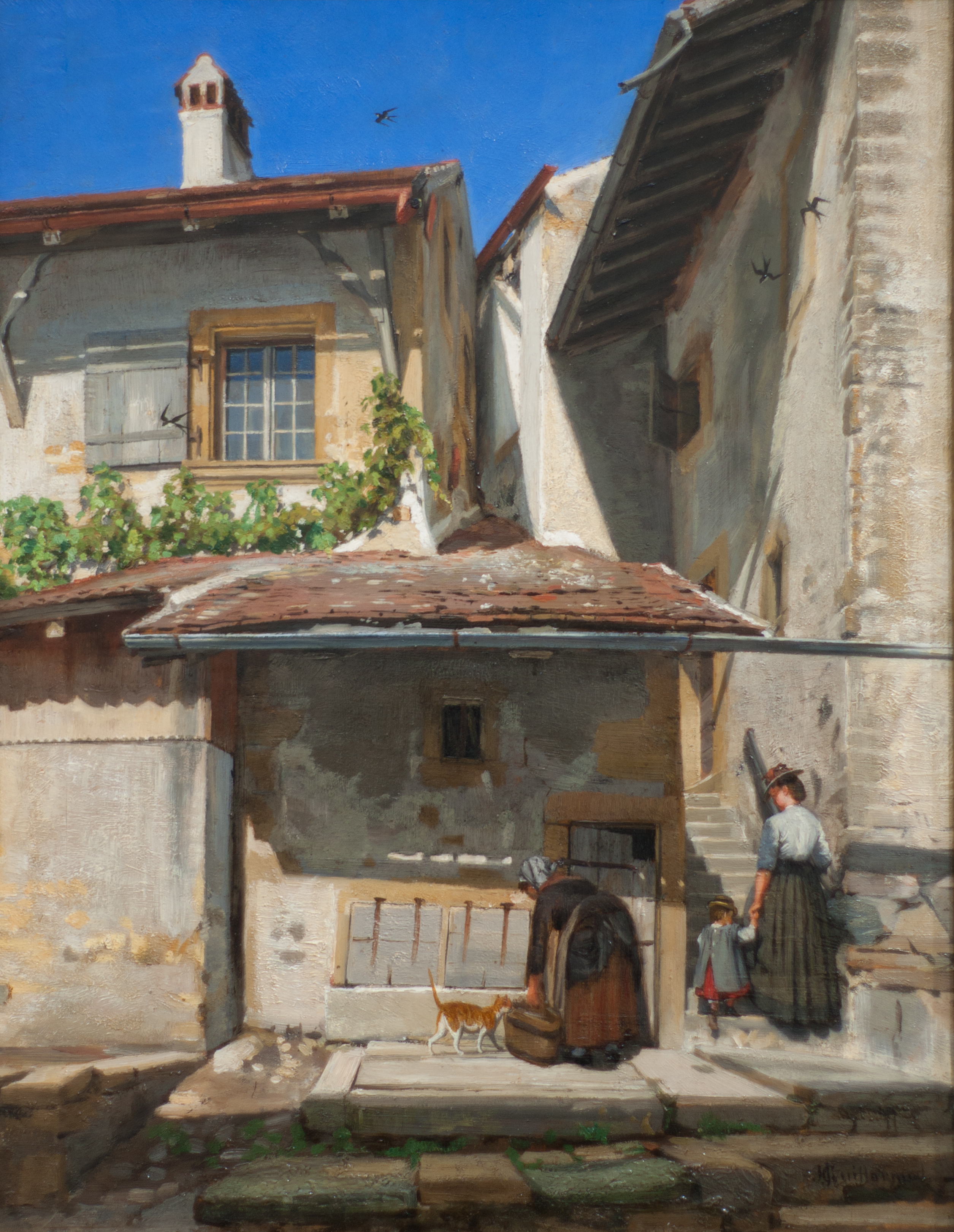
Haut du village de Saint-Blaise (sans date).
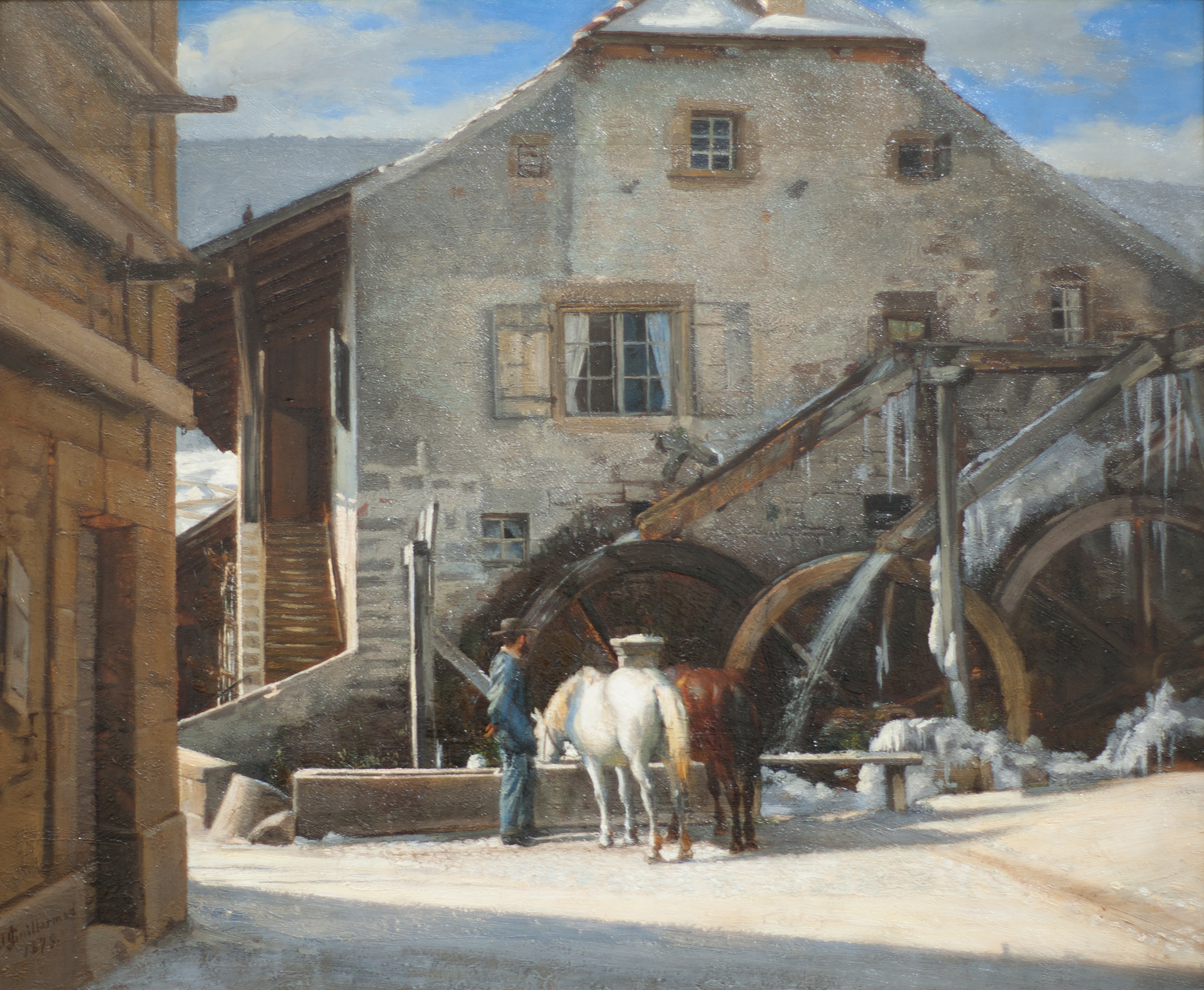
Moulin de Saint-Blaise (1875).

### Second voyage en Europe de l'Est (1873-1874)
À son retour de voyage en Côte d'Azur, Jules Jacot-Guillarmod décide de participer à l'exposition universelle qui aura lieu à Vienne. Malgré les réticences de sa famille et de ses amis, il entreprend le voyage pour Vienne où il profite de visiter la section des beaux-arts de l'exposition. Déçu de la place laissée aux peintres romands, il poursuit son voyage pour Budapest. Le peintre y est à nouveau déçu, les bateaux à vapeur et les quais ont définitivement changés les paysages. De Budapest, il part alors pour Martfü. Ce séjour est un succès pour le peintre. Enthousiasmé par le cadre idyllique des bords de la Theiss, il peint pendant trois semaines. Au début du mois d'août 1874, il décide d'entreprendre le chemin du retour. De son voyage, il ramène deux tableaux qui seront ensuite exposés au Salon des amis des arts de Neuchâtel. Leurs titres sont de véritables témoignages de ce que le progrès technique voue à la disparition: Ce que les chemins de fer tendent à faire disparaître: un Roulage valaque de la Roumanie à Pesth (1873), Ce que les bateaux à vapeur ont déjà supprimé: Passage à gué des halages du Danube en aval de Pesth (1873). De retour à Saint-Blaise, le peintre fait face à un nouvel épisode dépressif et stoppe sa production artistique.

### Les hivers au Gothard et les dernières années (1876-1889)
Alors que Jules Jacot-Guillamord effectue une marche dans la région du Gotthard durant l'été 1876, il prend conscience de la disparition prochaine des voyages par le col. En effet, depuis 1872, les travaux de percement du tunnel ferroviaire entre Göschenen et Airolo ont pour but de faire transiter les voyageurs de manière plus rapide et sécurisée. Le sujet est idéal pour Jules Jacot-Guillarmod. En témoignant d'une réalité amenée à disparaître, il peint à nouveau la relation entre l'homme et le cheval sur le chemin de cette traversée difficile. Il met également en scène une vision romantique de la montagne. Jules Jacot-Guillarmod passe ainsi quatre hivers à récolter du matériel pictural. Ces campagnes débouchent sur un tableau de grand format, La Poste au Saint-Gothard en hiver (1878-1880), que le peintre décline en différentes versions. Le tableau et ses différentes versions sont présentés en 1882 au Salon des amis des arts de Neuchâtel.

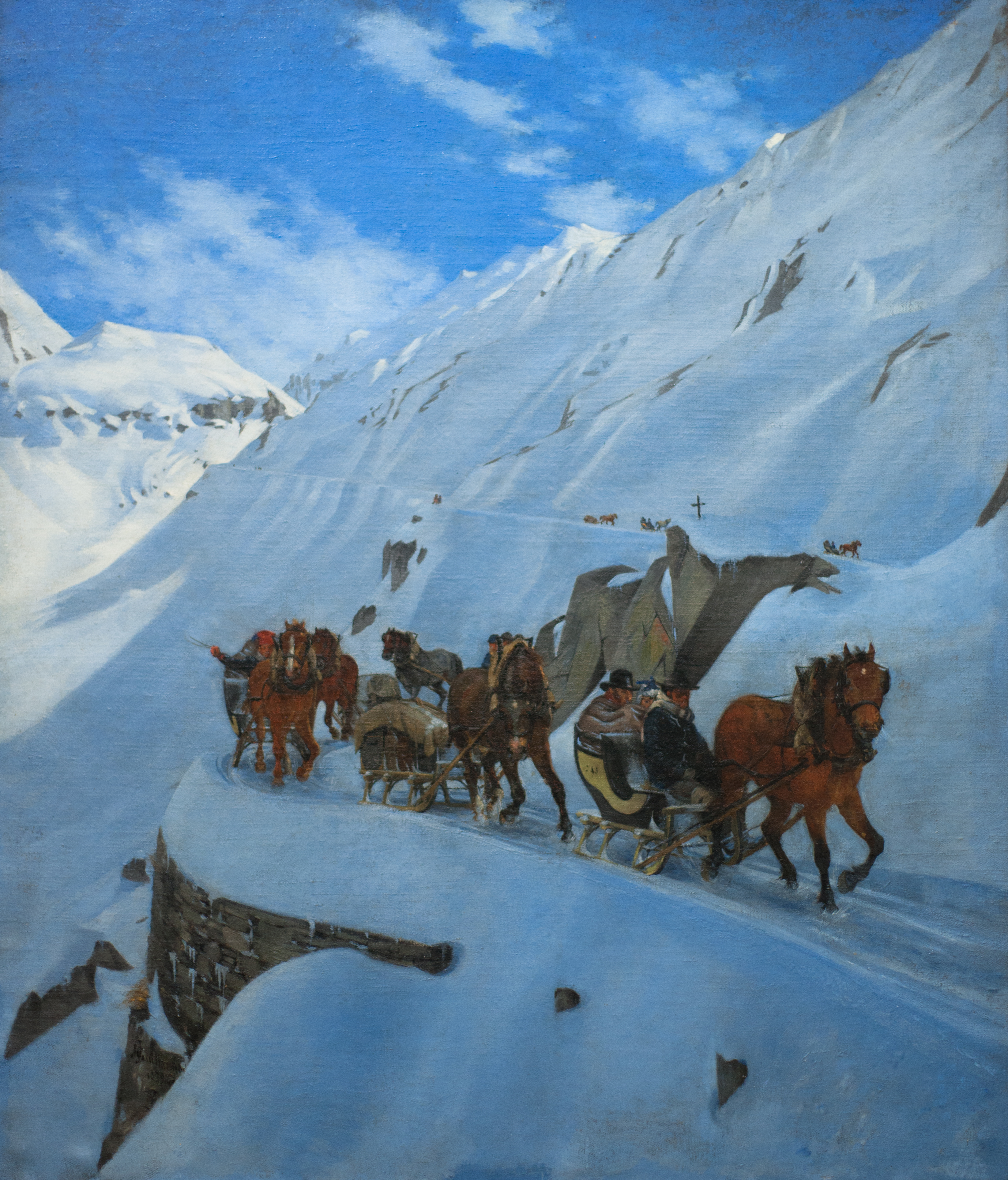
Convoi de la poste au Saint-Gothard en hiver, 1879

### Fin de vie
Il meurt le 5 août 1889 d'une pneumonie.

## L'œuvre peint
Les artistes neuchâtelois du XIXe vivent dans des conditions précaires. Avant 1850, Neuchâtel est une ville où les arts sont presque absents, si ce n'est dans les collections de quelques personnalités. Les expositions de la Société des amis des arts, fondée en 1842 par Maximilien de Meuron, sont les seules occasions de mettre en avant la production locale. Une nouvelle génération de peintres, nés entre 1820 et 1830, comprenant notamment Léon Berthoud, Albert de Meuron, Auguste-Henri Berthoud, Albert Anker et Jules Jacot-Guillarmod, est de formation artistique similaire. Tous tentent de se profiler dans un marché restreint. Durant les années 1870-1880, cette génération est concurrencée par de nouveaux peintres: Charles-Edouard DuBois, Eugène Girardet, Edouard Jeanmaire, Gustave Jeanneret et Léo-Paul Robert. Pour tous ces artistes, un achat de la Société des amis des arts de Neuchâtel représente un objectif car ce geste représente un acte primordial de légitimation institutionnelle régionale. Jusqu'en 1868, Jules Jacot-Guillarmod n'arrive pas à se faire remarquer de la Société des amis des arts de Neuchâtel. Il doit donc se tourner vers l'extérieur du canton pour vendre ses toiles. En tant qu'élève de Barthélémy Menn, il tente au début de sa carrière de conquérir le public genevois sans pouvoir percer sur ce marché. 

### Peintre animalier
Que ce soit dans ses papiers personnels ou encore dans ses correspondances, Jules Jacot-Guillarmod n'explique à aucun moment les raisons de son choix de se spécialiser dans la peinture animalière. A priori, c'est sa passion pour le cheval qui semble l'avoir orienté vers ce genre pictural. Durant ses séjours dans le canton de Neuchâtel, dans les années 1850, Jules Jacot Guillarmod peint de rares portraits. Cependant, il peint de nombreux portraits de vaches, de chevaux et de chiens avec une touche libre. Ce ne sont pourtant pas ces tableaux qu'il expose mais des représentations plus académiques d'étables et de paysages. Le séjour à Paris en 1858 doit être considéré comme un tournant. À son retour, les animaux intègrent des compositions plus élaborées. L'animal devient le sujet central de projets plus larges. Fort de son expérience, à partir des années 1870, Jacot-Guillarmod manie la figure animalière avec humour, notamment dans le tableau Le critique sans conscience (1878).

### Peintre de genre
Ses séjours en Europe de l'Est, font du peintre une figure à part dans le monde artistique à une époque où les voyages en Orient sont à la mode. Séduit, le peintre se fait l'interprète de scènes du quotidien. Les costumes et traditions sont le reflets d'un monde à l'écart du progrès technique. De son premier séjour en Transylvanie entre 1859 et 1861, Jules Jacot-Guillarmod rapporte des scènes observées dans la campagne, sur les quais. La présence humaine y est modeste. Ce n'est qu'à son retour en Suisse que l'artiste se met au défis en réalisant Le cortège de noces en Valachie (1866) réunissant environ vingt personnages. Lors de son deuxième voyage, en 1873, les compositions se complexifient encore et atteignent une maturité artistique. Il y peint Les chapeaux passant la Theiss (1873), ainsi que les tableaux manifestes Ce que les chemins de fer tendent à faire disparaître: un Roulage valaque de la Roumanie à Pesth (1873), Ce que les bateaux à vapeur ont déjà supprimé: Passage à gué des halages du Danube en aval de Pesth (1873). 

### Peintre du paysage jurassien
Jacot-Guillarmod est présenté par William Ritter comme l'initiateur et le précurseur de la peinture jurassienne. Le déménagement de Jules Jacot-Guillarmod à La Chaux-de-Fonds en 1864 marque en effet le début d'une production centrée sur les paysages jurassiens, avec le Combat de vaches (1866), Au pâturage à Clermont (1868), Vaches au pâturage (1867-1868). Dans ces paysages, Jules Jacot-Guillarmod place souvent les vaches dans une mise en scène au pittoresque affirmé. Dans leurs rendus, les tableaux de Jules Jacot-Guillarmod s'approchent des paysages de Gustave Courbet. Au-delà de la scène de genre ou du paysage, ils font preuve d'un réalisme fort.

### Œuvres principales (collections publiques)

Jules-Jacques Jacot-Guillarmod, Vaches au pâturage, Jura, 1891, Musée des beaux-arts de La Chaux-de-Fonds

- Jules-Jacques Jacot-Guillarmod, Vaches au pâturage, Jura, 1891, Musée des beaux-arts de La Chaux-de-FondsUn cheval gris-de-fer à l'écurie, 1858, huile sur toile, 60x73,5cm, Musée d'art et d'histoire Neuchâtel,
- Un cheval pêcheront, 1858, huile sur toile, 59x72cm, Musée d'art et d'histoire Neuchâtel,
- Buffles au repos, 1860, huile sur toile, 59x76cm, Musée d'art et d'histoire Neuchâtel,
- Le coup de collier (souvenir des carrières de Montrouge), 1862, huile sur toile, Musée d'art et d'histoire Neuchâtel,
- Le cortège de noces en Valachie, 1866, huile sur toile, 152x226cm, Commune de Saint-Blaise,
- Vaches au pâturages, Jura, sans date (1867-1868), huile sur toile, 80x115cm, Musée des beaux-arts de La Chaux-de-Fonds,
- Paysage avec des pins, sans date (1872), huile sur carton, 39x49cm, Musée d'art et d'histoire Neuchâtel,
- Halage et passage à gué au confluent de la Theiss et du Danube, sans date (1873), huile sur toile, 75x115cm, Musée d'art et d'histoire Neuchâtel,
- Le roulage valaque dans la Putstza, sans date (1873), huile sur toile, 92x149cm, Musée d'art et d'histoire Neuchâtel, dépôt de la Confédération,
- Le moulin de Saint-Blaise, 1875, huile sur toile, 46x54,5cm, Musée d'art et d'histoire Neuchâtel,
- Passage du Saint-Gothard en hiver (versant nord), 1878-1880, huile sur toile, 161x240cm, Musée de la communication Berne, dépôt de la Fondation Gottfried Keller,
- Un chien d'arrêt assis, sans date, huile sur toile, 46x38cm, Musée d'art et d'histoire Neuchâtel,
- La foire valaque, sans date, huile sur toile, 84x123, Musée Jenish Vevey,
- Route du Saint-Gothard en hiver sans date, étude, huile sur toile marouflée sur bois, 41x59cm, Musée d'art et d'histoire Neuchâtel.